# Asedios de Saná
Los asedios de Saná es en conjunto un gran enfrentamiento bélico entre las fuerzas del Congreso General del Pueblo y las Fuerzas Armadas de Yemen, —ambos por separado— con el apoyo de la Alianza Militar Islámica liderado por Arabia Saudita contra el Consejo Político Supremo encabezados por los rebeldes zaidíes houthis por el control de la ciudad de Saná, capital de Yemen, el primer asedio se inició el 28 de noviembre por el Congreso General del Pueblo y culminó el 4 de diciembre de 2017 con la victoria de los houthis y el segundo inicio desde el 5 de diciembre por las fuerzas armadas y continua hasta la actualidad. La batalla inició desde el ámbito político cuando el militante pro-houthi y expresidente Ali Abdullah Saleh intentó retomar relaciones con las Monarquías del Golfo, especialmente Arabia Saudita, la cual bombardea constantemente las áreas ocupadas por los rebeldes de Saná, uno de los pocos inconvenientes que existían era la alianza entre el Congreso General del Pueblo (liderado por Ali Abdullah Saleh) y los houthis, el expresidente no dudó en romper la alianza y ordenó al CGP atacar a todas las fuerzas houthís, en una reunión escondida una representación de Arabia Saudita había acordado apoyar el asedio contra los houthís y por lo tanto la Real Fuerza Aérea Saudí se encargó de despejar el camino a las fuerzas de Abdullah, aunque el asedio estaba previsto para terminarse en unos días, la resistencia houthís y la aún pésima relación y desconfianza entre los nuevos aliados lograron que el conflicto se expandiera hasta el retroceso de los nuevos aliados, inclusivamente el alargamiento de los combates sirvió para que los rebeldes pudieran reorganizarse y lanzar un contragolpe durante una operación cuyo objetivo era la eliminación de su antiguo aliado Ali Abdullah Saleh, dicho objetivo se logró el 4 de diciembre de 2017, ese mismo día los rebeldes consiguen levantar el asedio. El mismo día el entonces aún presidente Abdrabbuh Mansur Hadi inicia la operación Saná, la árabe en contra de los rebeldes, esto iniciaría el segundo intento de asedio que actualmente sigue vigente en la capital yemení.

## Antecedentes históricos

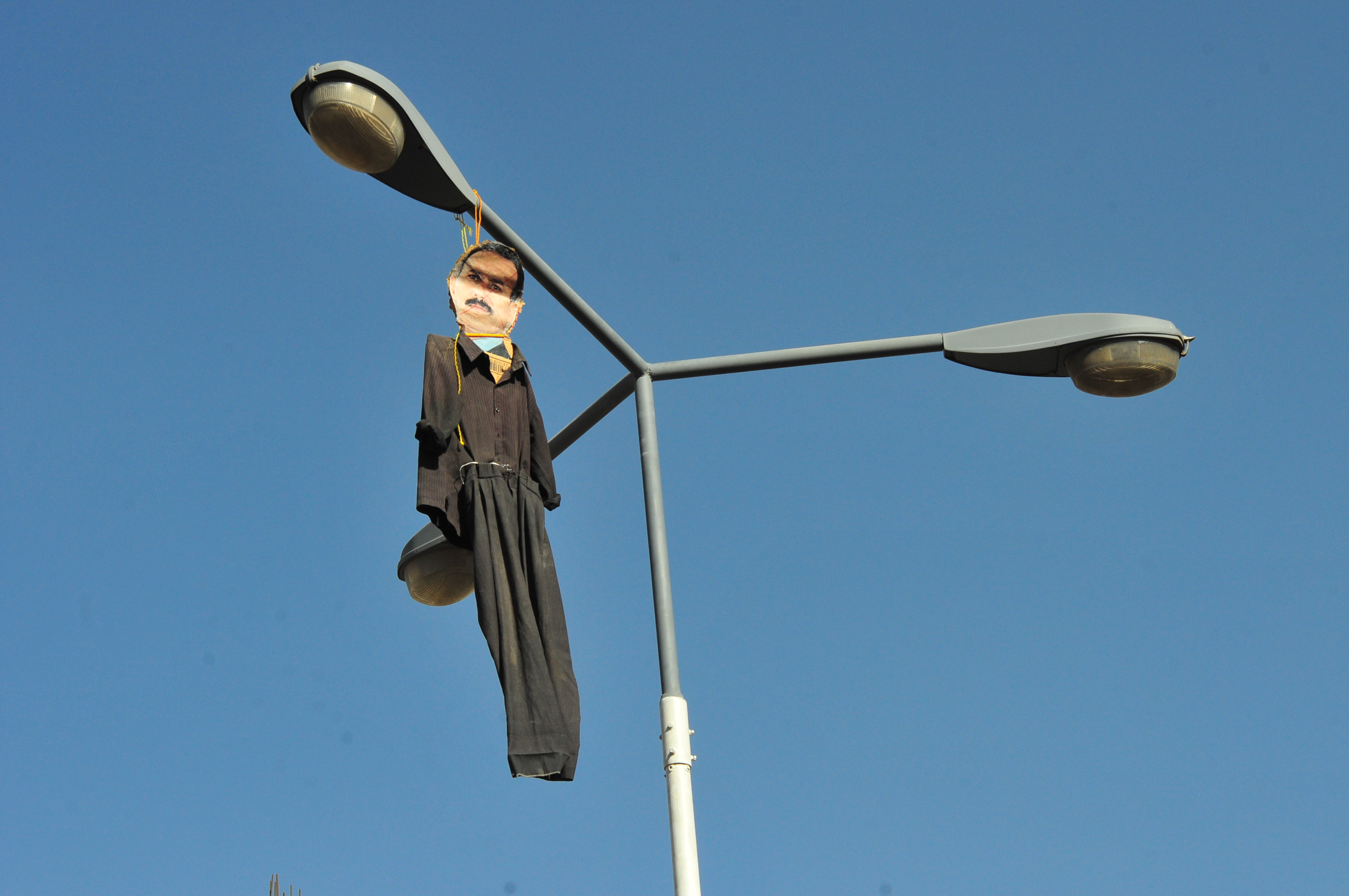
Muñeco de papel con la cara del entonces presidente Ali Abdullah Saleh durante las Revolución yemení de 2011-2012.

Los rebeldes habían formado una alianza táctica con el expresidente Ali Abdullah Saleh, tras la intervención militar a Yemen desde 2015 por la Alianza Militar Islámica. Dicha intervención fue solicitada por el entonces actual presidente Abdrabbuh Mansur Hadi, después de que abruptamente fuera despojado ese mismo año —según palabras de los opositores— por su fuerte autoritarismo e ineficacia ante los estragos de la revolución de 2011-2012 en la cual se despojo a Ali Abdullah Saleh como presidente. Desde entonces, las fuerzas de Houthis y Saleh habían compartido la administración de la capital y el país, mientras que algunas huestes del presidente Hadi aún resisten en el sur de la ciudad.

## Primer asedio

### Cambio de bando de Ali Abdullah Saleh

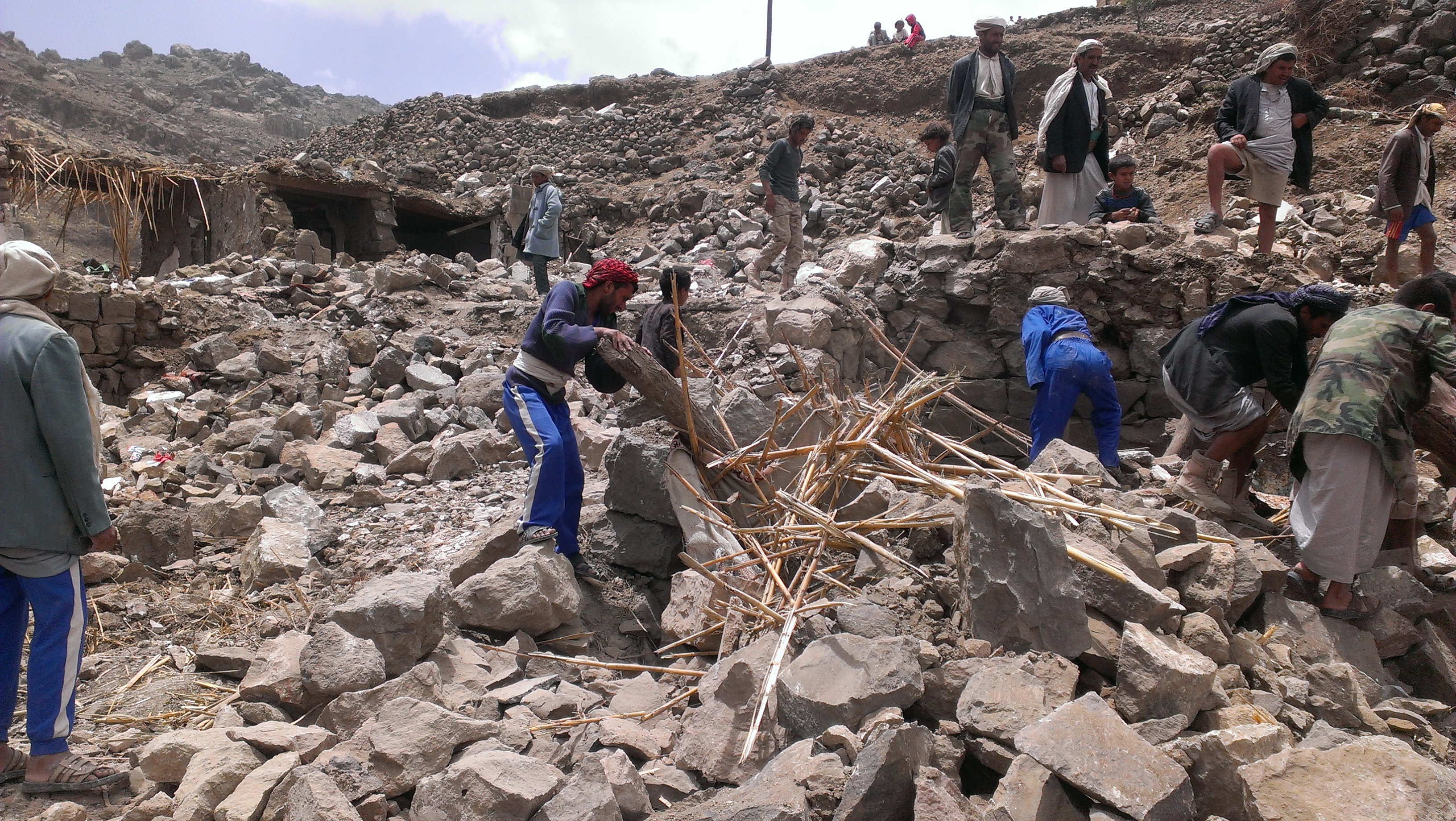
Desde 2015 la alianza Saleh-Houthi habían soportado los bombardeos de la Alianza Militar Islámica.

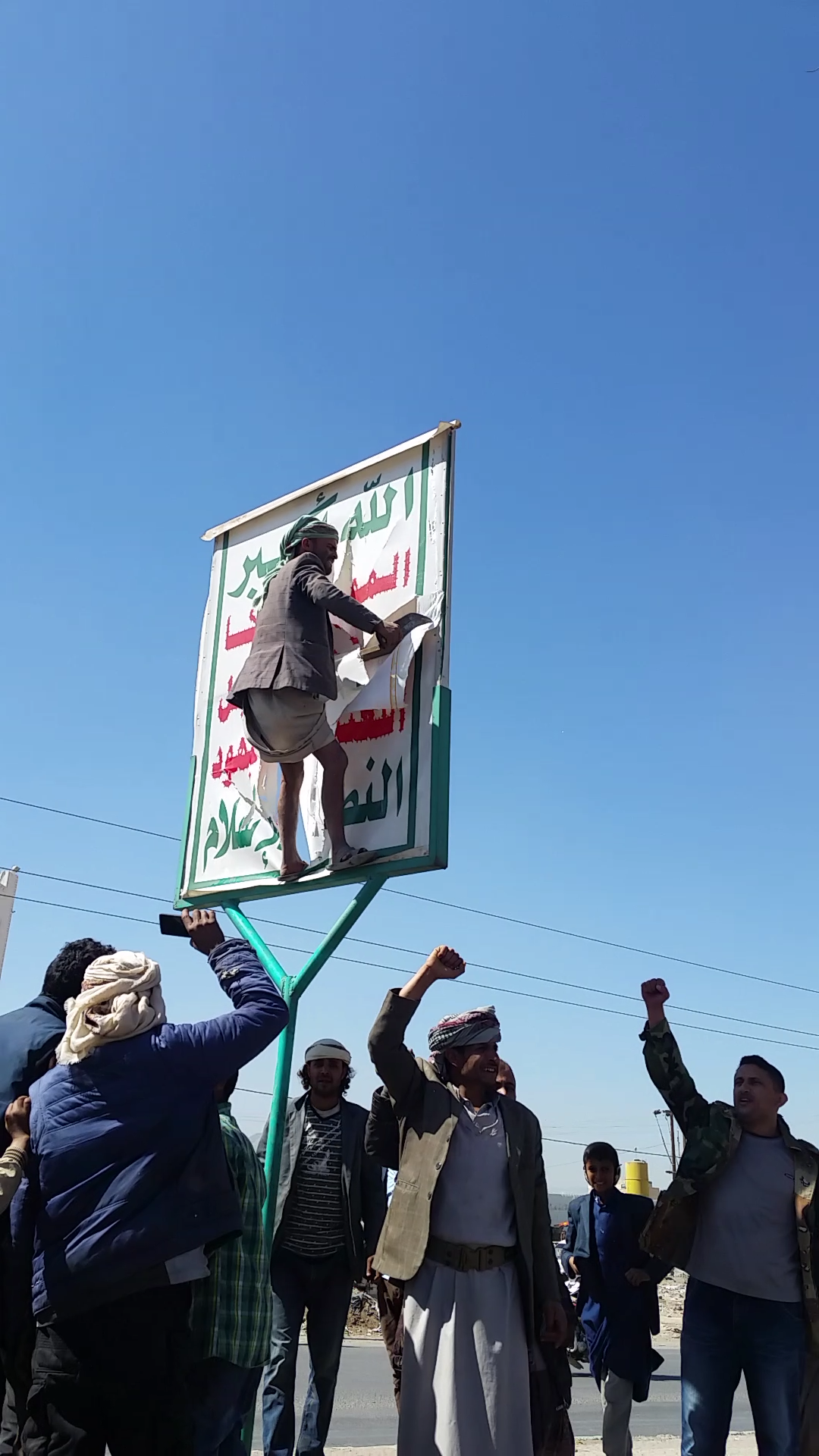
Personas afines al expresidente Saleh destruyen un cartel con el símbolo de los houthis en Saná.

La alianza táctica entre ambos bandos rebeldes, los houthis y las fuerzas del expresidente Saleh, menudamente ha parecido frágil, con ambos grupos sospechando de los motivos fundamentales del otro y compartiendo poco terreno ideológico, lo que los unía levemente eran los enemigos en común que ambos bandos tenían (Arabia Saudita y el presidente Abdrabbuh Mansur Hadi).
El expresidente Ali Abdullah Saleh ya había hecho pública su intención de instaurar relaciones con los gobiernos de Arabia Saudita y los Emiratos Árabes Unidos, los houthis también hicieron público su rechazo a la ruptura de la alianza y pidieron al expresidente que se mantenga leal al bando rebelde, Ali Adullah Saleh no respondió al pedido houthis.

### Combates
La ruptura de relaciones entre los antiguos aliados llevó a una especie de clima de Guerra Fría Árabe a pequeña escala en la capital de Saná y otras localidades, no fue hasta el 24 de noviembre cuando la Real Fuerza Aérea Saudí inició los bombardeos al centro de la ciudad, —como parte del pacto acordado entre Saleh y las monarquías islámicas— los houthis resistieron a los ataques por tierra y a los combates cuerpo a cuerpo contra las fuerzas del Congreso General del Pueblo. A pesar de esto los houthis al confirmar oficialmente la ruptura de la alianza con Saleh y ver a sus antiguos aliados ahora en contra de ellos, decidieron resistir en los barrios y calles en donde no podía alcanzarles los bombardeos, los constantes desacuerdos y la poca confianza que se tenían los nuevos aliados permitieron a los houthis reorganizarse y lanzar una ofensiva militar para recuperar el centro de la ciudad en un momento que los nuevos aliados se encontraban estancados, la ofensiva rebelde dio vista de ser más eficaz que los bombardeos saudíes.

#### Muerte de Ali Abdullah Saleh y levantamiento del asedio

Gobernación de Marib, lugar donde fue asesinado Ali Abdullah Saleh.

Consciente de que estaba perdiendo la batalla que el mismo había iniciado Ali Abdullah Saleh ordenó la protección de la sede del Congreso General del Pueblo ante los constantes ataques de los houthis, las fuerzas que protegían la residencia no resistieron mucho el asedio impuesto por los rebeldes y tan pronto como cayo estos últimos comenzaron a dar caza a todos los miembros del partido, familiares de sus antiguos aliados y todo aquel que había conspirado contra los rebeldes. El 4 de diciembre Saleh ordenó su evacuación junto a sus familiares y personas allegadas a él hacía la frontera con Arabia Saudita, cuando se encontraban por la Gobernación de Marib una granada rebelde impacto contra su auto, obligando a este que se detuviera, en eso Saleh intenta huir y un francotirador houthis lo dispara en la cabeza, provocándole la muerte. Todos los tripulantes del vehículo fueron llevados de nuevo a Saná en calidad de prisioneros de guerra por lo cual serían juzgados por los houthis, misma suerte corrieron los soldados del Congreso General del Pueblo que sobrevivieron a la ofensiva rebelde y fueron hechos prisioneros.
Los combates dejaron 434 muertos y 400 heridos en conjunto de ambos bandos.

## Segundo Asedio

### Intervención de Abdrabbuh Mansur Hadi

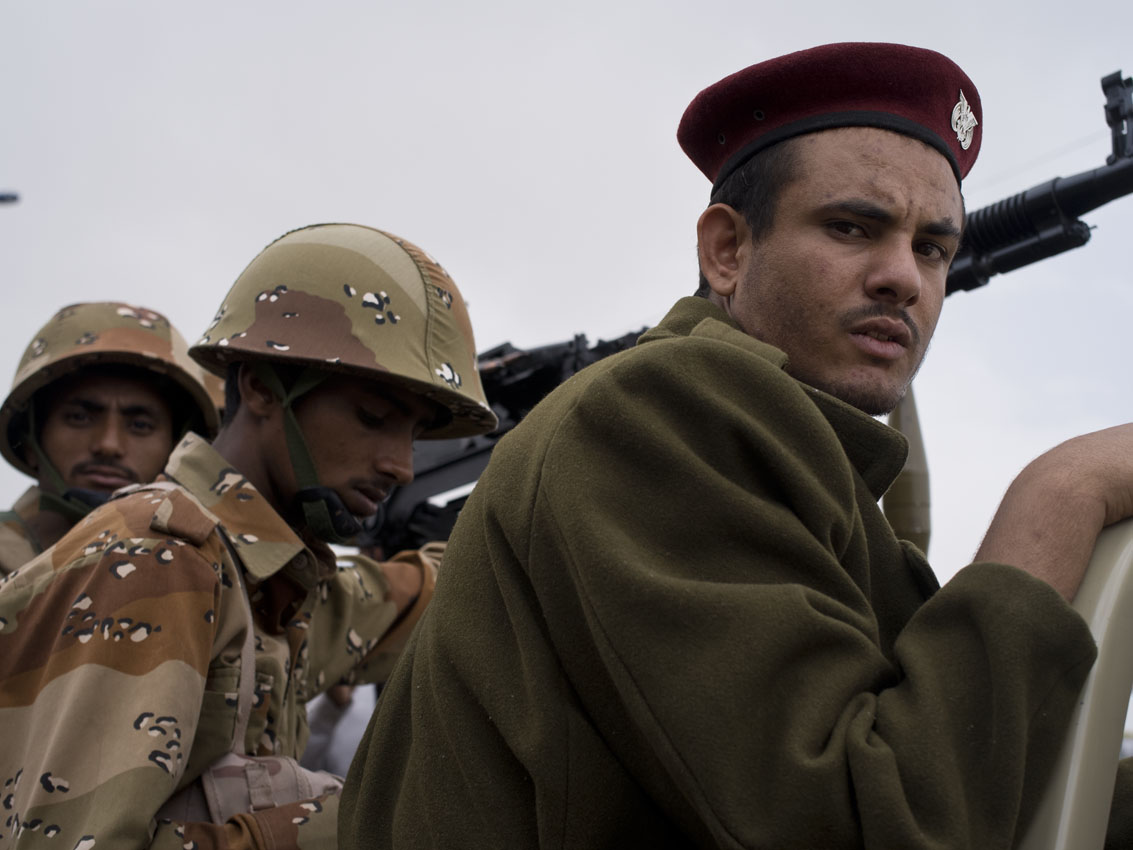
Militares fieles a Hadi, preparándose para el asedio.

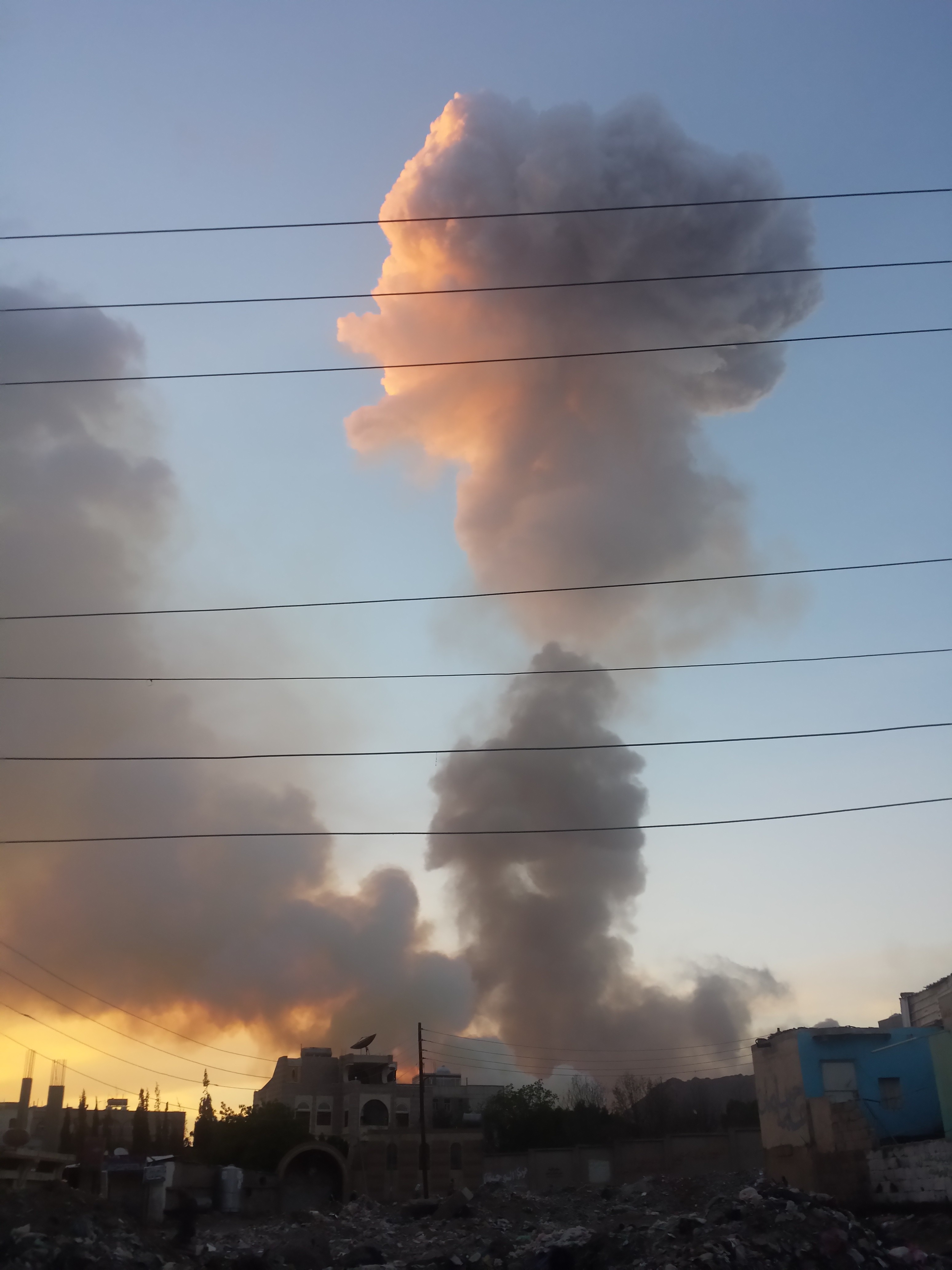
Bombardeos de la Alianza Militar Islámica en Saná.

El presidente parcialmente reconocido Abdrabbuh Mansur Hadi ordenó la invasión de Saná aprovechando el desorden que había generado el primer intento de asedio, las tropas de Hadi una pequeña fracción del ejército yemení que se encontraban al norte de la capital atacaron las fortalezas rebeldes, mientras que otros grupos de las fuerzas armadas se encargaron de sitiar a las tropas houthis en un intento precoz de llegar al centro de la ciudad, esta vez la Fuerza Aérea de los Emiratos Árabes Unidos y la Real Fuerza Aérea Saudí escoltaron al ejército para protegerlos. Varias de esas naves esparcieron folletos pidiendo la rendición de todo aquel que apoye a los houthis a cambio de una amnistía general:

"El presidente propondrá próximamente una amnistía general a todos los que colaboraron con los hutíes y decidieron retractarse".
Ahmed ben Dagher, primer ministro de Yemen.

### Incremento de los bombardeos de la Alianza Militar Islámica
Tanto Arabia Saudita como los Emiratos Árabes Unidos intensificaron y expandieron sus bombardeos a la Gobernación de Saná y otras gobernaciones como Taiz y 'Amran, la sede del Congreso General del Pueblo en Saná ocupada por los houthis también fue fuertemente bombardeada hasta dejarla en cenizas. Los bombardeos y combates han dejado 234 muertos y más de 400 heridos.